# ويليام كليفورد نيومان
ويليام كليفورد نيومان (بالإنجليزية: William Clifford Newman)‏ هو كاهن كاثوليكي أمريكي، ولد في 16 أغسطس 1928 في بالتيمور في الولايات المتحدة، وتوفي في 20 مايو 2017 في تيمونيوم في الولايات المتحدة.